# أليسون كراوز
أليسون كراوز (بالإنجليزية: Allison Krause)‏ هي طالبة أمريكية، ولدت في 23 أبريل 1951 في كليفلاند في الولايات المتحدة، وتوفيت في 4 مايو 1970 في كينت في الولايات المتحدة.